# 前東谷村
前東谷村（まえひがしだにむら）は、かつて新潟県古志郡にあった村。

## 沿革
- 1889年（明治22年）4月1日 - 町村制施行に伴い古志郡平村、天下島村、宮沢村、泉村、大川戸村、菅畠村、小向村、赤谷村が合併し、前東谷村が発足。
- 1901年（明治34年）11月1日 - 古志郡橡堀村と合併し、東谷村となり消滅。

## 村長
- 川上淳一郎